# تیم دوچرخه‌سواری فستینا
تیم دوچرخه‌سواری فستینا (انگلیسی: Festina) یک تیم دوچرخه‌سواری در کشورهای اسپانیا، آندورا و فرانسه بوده‌است.
این تیم در سال ۱۹۸۹ تأسیس و در سال ۲۰۰۱ منحل شده‌است، تیم فستینا در سال ۱۹۹۴ و ۱۹۹۶ قهرمان بخش تیمی تور دو فرانس شده‌است.